# Maximale Untergruppe
In der Gruppentheorie heißt eine Untergruppe {\displaystyle U} einer gegebenen Gruppe {\displaystyle G} maximal, wenn es keine echt zwischen {\displaystyle U} und {\displaystyle G} liegende Untergruppe gibt. Also die Untergruppe {\displaystyle U} ist eine maximale Untergruppe von {\displaystyle G}, wenn {\displaystyle U\neq G} gilt und es keine echt größere Untergruppe {\displaystyle H} mit {\displaystyle U\subsetneq H\subsetneq G} gibt.

## Existenz
Nicht alle Gruppen haben eine maximale Untergruppe. Die triviale Gruppe hat trivialerweise keine maximale Untergruppe. Die Prüfergruppe hat auch keine maximale Untergruppe, denn in dieser Gruppe ist jede echte Untergruppe in einer größeren echten Untergruppe enthalten.

## Eigenschaften
Hat eine Gruppe nur eine einzige maximale Untergruppe, so ist sie invariant unter allen Automorphismen, d. h. eine charakteristische Untergruppe (und dadurch ein Normalteiler).
Eine maximale Untergruppe ist auch modular. Denn ist {\displaystyle A} maximal in {\displaystyle G} und {\displaystyle B,C} Untergruppen von {\displaystyle G} mit {\displaystyle A\leq C}, so ist entweder {\displaystyle A=C} oder {\displaystyle A=G} (weil {\displaystyle A} maximal ist). Im ersten Fall ist {\displaystyle \langle A,B\cap C\rangle =A=\langle A,B\rangle \cap C}. Im zweiten Fall ist {\displaystyle \langle A,B\cap C\rangle =\langle A,B\rangle =\langle A,B\rangle \cap C}.
Maximale Untergruppen sind auch pronormal.

## Frattinigruppe
Der Schnitt aller maximalen Untergruppen von G heißt die Frattinigruppe (Frattini-Untergruppe) von G.

## Mathematics Subject Classification
In der MSC sind Untersuchungen der maximalen Untergruppen unter 20E28 Klassifiziert.